# Wesen (Philosophie)
Der Begriff Wesen (von mittelhochdeutsch wësen, „Aufenthalt, Hauswesen, Art zu leben, Eigenschaft, Lage“, seit dem Spätmittelalter für lateinisch essentia, von esse „sein“ (mittelhochdeutsch „wësen“), seit Cicero als Lehnübersetzung von griechisch ousia, „Wesen“, lateinisch auch quidditas) hat mehrere Bedeutungen, die einander ähneln und einen begrifflichen Zusammenhang aufweisen. Er wird in Philosophie und Theologie verwendet, um die Eigenschaft oder eine Reihe von Eigenschaften zu bezeichnen, die etwas zu dem machen, was es ist, und ohne die es seine charakteristische Gesamtheit an Eigentümlichkeiten verliert.
Eng verbunden mit dem Begriff Wesen ist in der philosophischen Tradition auch der Begriff der Substanz. Der Begriff stammt von Aristoteles, obwohl er auch bei Platon zu finden ist.
Aristoteles benutzte den griechischen Ausdruck to ti ên einai (τὸ τί ἦν εἶναι, „das was es sein sollte“) oder manchmal die kürzere Phrase to ti esti (τὸ τί ἐστι, „das was es ist“).
In diesem Sinn wird in der philosophischen Tradition auch der Ausdruck „Essenz“ (essentia) verwendet. Da die „Essenz“ auch das ist, nach dem mit einem „Was ist das?“ gefragt wird, wird diese in der mittelalterlichen Philosophie auch als quidditas („Washeit“; vgl. lateinisch essentitas „Wesenheit“) bezeichnet.
In der Geschichte der westlichen Philosophie wurde der Begriff Wesen häufig für Lehren benutzt, die verschiedene Formen der Existenz sowie verschiedene Identitäts-Bedingungen für Objekte und Eigenschaften aufstellen.

## Zentrale Konzepte des Wesens-Begriffs

### Antike
Das griechische Wort οὐσία (ousia) wird durch die platonisch-aristotelische Metaphysik zum Grundbegriff der Philosophie. Um diesen Begriff kreisen bei den Philosophen der griechischen Antike die Debatten um das Wesen der Dinge.
Bei Platon wird die Frage nach dem Wesen zunächst in den Frühdialogen am Leitfaden der Frage nach den Tugenden und ihrer Einheitlichkeit aufgeworfen. Als Antwort wird das angegeben, wodurch etwas es selbst ist, also seine Washeit. Platon verwendet zur Bezeichnung des Allgemeinen statt des Wortes ousia in der Regel vor allem eidos (deutsch nach Pape: Ansehen, Gestalt, „das in die Augen fallende“, bei Platon „das Urbild der Dinge im Geist“, lateinisch davon her: idea), also das, was etwas wirklich ist, dem Wesen nach, wesentlich. Das Wesen ist das Unwandelbare und Unauflösliche, das sich stets in derselben Weise gemäß demselben verhält. Es ist so allem entgegengesetzt, was den Grundcharakter des Werdens aufweist, d. h. allem Einzelnen als bloß Einzelnem. Daher ist das Wesen als das wirklich Seiende in allen seinen Charakteren dem entgegengesetzt, was durch die Sinne erfassbar ist, d. h., es ist das Unsinnliche, das nur im Denken erfassbar ist.
Aristoteles liefert die bis heute gültige Grundlage aller Wesensbestimmungen. In seiner frühen Kategorien-Schrift trifft er die grundlegende Differenzierung des Wesen-Begriffs in „erste“ und „zweite Substanz“ (próte ousia und deutera ousia). Die erste Substanz ist demnach das konkrete einzelne, zum Beispiel der einzelne Mensch Sokrates. Die zweite Substanz sind Dinge, die über dieses konkrete einzelne ausgesagt werden, zum Beispiel die Näherbestimmung "Sokrates ist ein Mensch". 'Mensch' ist hier also eine solche zweite Substanz.
Art und Gattung haben insofern den Rang zweiter Substanzen, als sie Prädikate darstellen, welche die erste und eigentliche Substanz in ihrem Was-Sein näher bestimmen (Kat 5, 2 b 29-31). Sie werden überhaupt nur deswegen („sekundäre“) Substanzen genannt, weil sie die erste Substanz näher bestimmen. Innerhalb der zweiten Substanzbegriffe bestimmt der Artbegriff („Mensch“) die erste Substanz wesentlich präziser als der Gattungsbegriff („Sinnenwesen“) und steht dieser näher. Daher ist für Aristoteles „die Art mehr Substanz als die Gattung“ (Kat 5, 2 b 7 f.).
In seiner späteren Schrift, der Metaphysik (Bücher VII und VIII), stellt Aristoteles den Begriff der Form (eidos) in den Vordergrund. Diese erhält nun gegenüber dem Einzelding den Vorrang und wird zum eigentlichen Wesen, zur „ersten Substanz“ (próte ousia).

### Scholastik
In der sich auf Aristoteles berufenden scholastischen und in die Neuzeit sich auswirkenden Tradition gewinnt die begriffliche Komponente des Wesens-Begriffs die Vorherrschaft. Da nur über das allgemeine Wesen Wissenschaft möglich ist, wird das Individuelle und Einzigartige dem Allgemeinen untergeordnet. Typisch für diese Denkweise ist die scholastische Frage nach dem „Individuationsprinzip“, also die Frage, wie sich aus dem Allgemeinen das Individuelle ergeben kann. Die Vorherrschaft des vom konkret Wirklichen abgelösten Allgemeinen führt zu der Vorstellung, dass es Sinn habe, von einem „Wesen an sich“, vom Wesen als reine Möglichkeit zu sprechen, also von einem Sosein ohne Dasein (esse ohne existentia). In dieser Sicht einer Wesens-Metaphysik (Essentialismus) wird eine so genannte „Realdistinktion“ zwischen Sein und Wesen vorgenommen. Das Wesen erscheint als das einen bestimmten Seinsgehalt ermöglichende Prinzip, das durch das Sein verwirklicht, „aktuiert“ wird.
Die scholastische Wesens-Metaphysik – klassisch vertreten durch den frühen Thomas von Aquin – nimmt von ihrem Ausgangspunkt zunächst eine antiplatonische Haltung ein. Sie geht im Anschluss an Aristoteles davon aus, dass das im primären Sinn Wirkliche das Individuelle, die Einzel-Substanz ist. Diese Einzel-Substanzen lassen sich gemäß dieser Vorstellung in Gruppen einteilen. Eine wichtige Rolle spielt dabei die Art (species) als die Gruppe jener Seienden, die mit derselben Definition bezeichnet werden können. Die Einheit der Art wird dabei nicht nur als eine Leistung des Denkens, sondern als etwas in gewisser Weise Reales betrachtet. Es ist das bestimmende Prinzip, die „Form“ des Seienden, durch die dieses das ist, was es ist. Von diesem Ansatz her wird die Wesensform so sehr eine Realität, dass die Individualität einer eigenen Erklärung bedarf. Daraus entspringt die Frage nach dem Individuationsprinzip, das in der materia quantitate signata (bezeichnete Materie) angegeben wird. Diese „vereinzelt“ die Form, d. h., sie individualisiert und begrenzt sie auf das Einzelne.
Im Verständnis der Wesens-Metaphysik steht dabei das Wesen im Gegensatz zum Sein. Es wird als eine begrenzte Möglichkeit zu sein betrachtet (potentia), die erst durch das Sein in die Wirklichkeit überführt wird. Das Sein wird dabei als bloßes Existenz-Prinzip und als selbst vollkommen inhaltsleer aufgefasst.

## Kritik des Wesensbegriffs
Vom Standpunkt einer Seins-Metaphysik wird an der Wesens-Philosophie kritisiert, dass sie zu einem Verständnis der Metaphysik als einer Wissenschaft vom bloß Möglichen führe. Zugleich führe die Auffassung, das Wesen sei etwas an sich Gegebenes zu einem entleerten Seins-Verständnis, nach dem das Sein bloße Existenz, ohne jeden Inhalt ist. Der grundlegende Mangel dieses Ansatzes bestehe in der Gleichsetzung des vom begrifflichen Denken gelieferten Modells der Wirklichkeit mit der Wirklichkeit selbst. Im Sinne einer Seins-Philosophie wird der Wesensbegriff durch das Konzept der „Analogie des Seienden“ (analogia entis) aufgegeben.
Aus Sicht vieler wissenschaftstheoretischer Positionen (z. B. der Postmoderne) wird der Wesensbegriff als starr sowie normativ überfrachtet abgelehnt. Karl Popper hat für seine Position die Beschreibung „modifizierter Essentialismus“ akzeptiert: immer „tiefere“ Erklärungsebenen, aber keine Letztbegründung. Der Kritik am Wesensbegriff wird entgegengehalten, dass das Aufgeben eines Wesenskerns die Gefahr der Auflösung der Gegenstandsbetrachtung nach sich ziehe.

## Andere Wesensbegriffe
Ein fundamental verschiedener Begriff von „wesentlich“ liegt vor, wenn Max Weber im Anschluss an die Wertphilosophie des Neukantianismus von „Wesentlichem“ im Sinne von Bedeutung oder Sinn spricht. Die Klärung der Fragen, was es bedeutet, wie und warum eine Kulturerscheinung so gestaltet ist, wie sie ist, setzt eine Beziehung dieser Kulturerscheinung auf Wertideen voraus.